# Spalone (pod Wierchem)
Spalone – nieduża polana reglowa w Gorcach, tuż pod szczytem Wierchu Spalone leżącego na grzbiecie odbiegającym od Turbacza poprzez Czoło Turbacza w północnym kierunku. Nazwa polany, jak i szczytu, nawiązuje zapewne do sposobu otrzymywania polan poprzez cyrhlenie. Zaprzestano użytkowania polany po II wojnie światowej, od tego czasu polana zaczęła zarastać i nie są podejmowane działania w celu zapobiegnięcia temu. Nieco poniżej przebiegającej przez polanę ścieżki znajduje się ruina szałasu. Polanę otacza las ze starym drzewostanem, dawniej, przed utworzeniem Gorczańskiego Parku Narodowego obszar ten należał bowiem do rezerwatu „Turbacz”.
Polana znajduje się na obszarze Gorczańskiego Parku Narodowego, w granicach wsi Konina (część wsi Poręba Wielka w województwie małopolskim, w powiecie limanowskim, w gminie Niedźwiedź). Z polany widoki na wzniesienia Beskidu Wyspowego.

## Szlaki turystyki pieszej
Niedźwiedź – Orkanówka – Łąki – Turbaczyk – Spalone – Czoło Turbacza – Turbacz. Odległość 10,8 km, suma podejść 970 m, suma zejść 240 m, czas przejścia 3 godz. 25 min, z powrotem 2 godz. 20 min.